# Slezskomoravská dráha

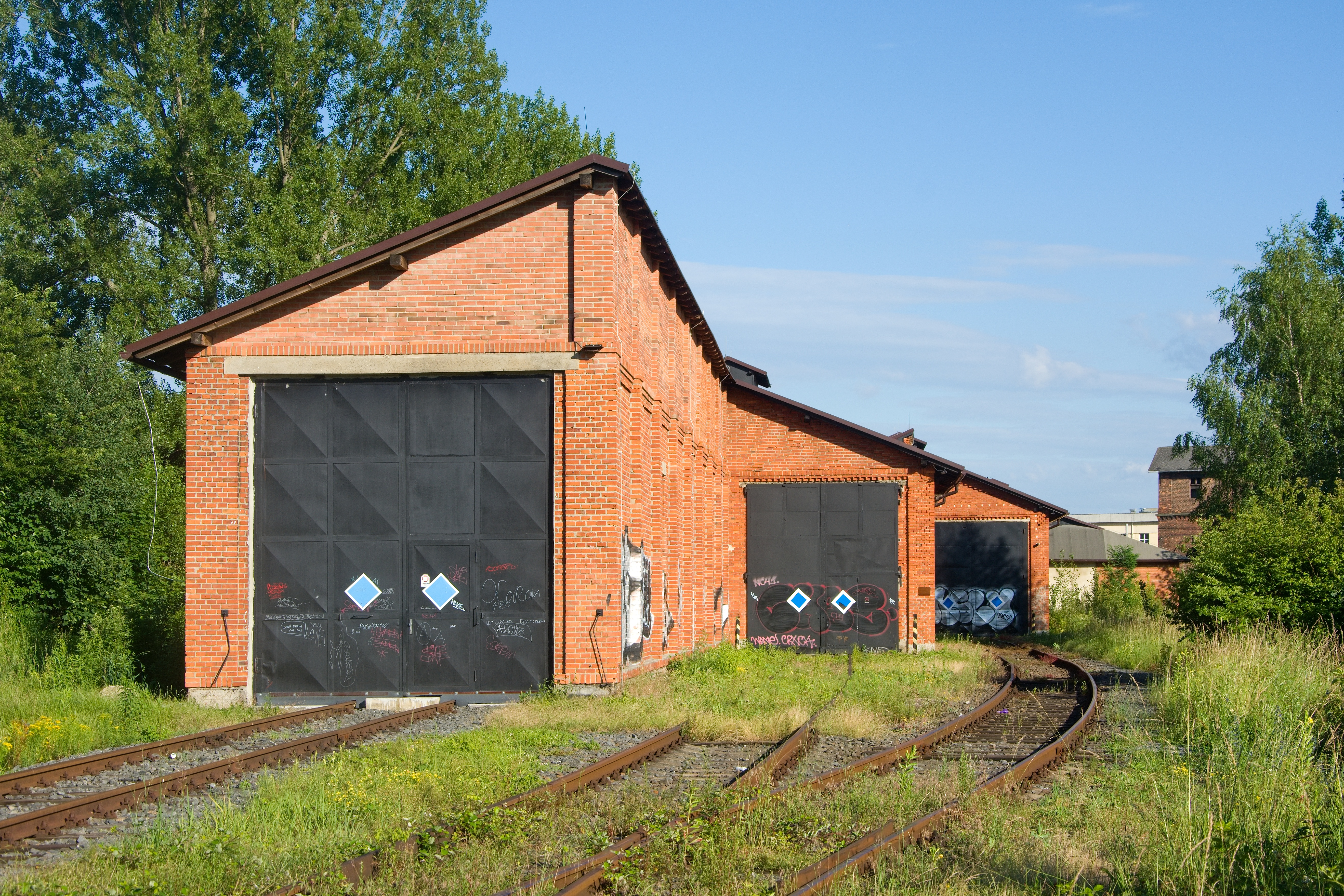
Depo bývalé Báňské dráhy v Moravské Ostravě, které využívá SMD

SLEZSKOMORAVSKÁ DRÁHA a.s. (VKM: SMD) je železniční společnost, která byla založena roku 1994 v Ostravě.
Majoritními vlastníky jsou Jiří Uherek a Petr Majola. Druhý jmenovaný je zároveň předsedou představenstva a ředitelem společnosti.

## Provozování dráhy a drážní dopravy
Společnost se věnuje zejména provozování dráhy i provozování drážní dopravy na menších vlečkách.
Dále se zabývá provozování dopravy na celostátních a regionálních drahách. Na těchto tratích se zabývá především dopravou pro různé stavební firmy, tj. dopravou stavebního materiálu pro rekonstrukce a modernizace železničních tratí a stanic, provozováním stavebních vlaků přímo na jednotlivých stavbách apod.

## Mezinárodní doprava
SMD byla první soukromou železniční společností v ČR, které se podařilo prolomit monopol Českých drah na mezinárodní železniční dopravu. V roce 2003 se této společnosti podařilo provézt několik nákladních vlaků přes hraniční přechod Mosty u Jablunkova - Čadca. Jednalo se o přepravy ucelených vlaků pro společnost BorsodChem z Ostravy do maďarské Kazincbarciky.
Drážní dopravu na Slovensku provozovala Slezskomoravská dráha prostřednictvím firmy SMD, s.r.o., Čadca, která měla částečně stejné vlastníky jako česká SMD. V roce 2013 byla tato společnost zrušena.
V roce 2015 společnost prováděla na Ostravsku trakční výkony v nákladní dopravě pro dopravce Arriva vlaky. SMD se také podílela na přepravách pro ArcelorMittal Ostrava, šlo např. o vlaky z hraničních přechodů s Polskem se svitky plechů do Lískovce u Frýdku nebo s železnou rudou do Ostravy–Bartovic.

## Lokomotivní park
Lokomotivní park této společnosti je poměrně pestrý, jedná se však pouze o motorové lokomotivy zakoupené z druhé ruky.
Pro posun na vlečkách se používají především malé lokomotivy řady 701, případně větší třínápravové stroje řady 710. Pro vozbu lehčích stavebních vlaků používá především lokomotivy řad 716, pro těžší vlaky jsou pak určeny stroje řad 721, 740 a 770.